# Quadrella maculosa
Quadrella maculosa is een krabbensoort uit de familie van de Trapeziidae. De wetenschappelijke naam van de soort is voor het eerst geldig gepubliceerd in 1898 door Alcock.